# سرریز محاسباتی
سرریز محاسباتی یا به اختصار سرریز (به انگلیسی: Arithmetic overflow) حالتی است که در یک رایانه هنگامی اتفاق می‌افتد که نتیجه یک سری محاسبات بزرگ‌تر از مقداری باشد که ثبات یا مکان ذخیره‌سازی مقصد بتواند آن را نمایش دهد یا ذخیره نماید.